# Ангус Янг
Ангус Маккіннон Янг (англ. Angus McKinnon Young; нар. 31 березня 1955, Глазго, Шотландія) — соло-гітарист та пісняр австралійського рок-гурту AC/DC. Відомий своєю майстерністю гри на гітарі, дикою енергією на сцені і шкільною формою.

## Біографія
Ангус Янг народився у Кренгіллі, Глазго, як і його старші брати Малькольм, Джордж та Алекс, які теж згодом стали музикантами. Почав грати на гітарі у п'ять років — у одного з місцевих хлопців була гітара, і Ангус міг грати на ній, коли бував у нього в гостях. Свою першу гітару він переробив із банджо, котре було в будинку його батьків, перетягнувши струни, як на гітарі.

## Ранні роки
Янг не цікавився гітарною грою всерйоз, допоки вони з сім'єю не переїхали 1963 року в Австралію. Свою першу справжню гітару, Gibson SG, Ангус отримав після того, як побачив її в каталозі у приятеля. Доти він грав на старенькій гітарі Höhner, яку успадкував від брата Малькольма. Брат Джордж (грав у групі Easybeats) навчав Малькольма і Ангуса грати на гітарі, коли бував удома у перервах між гастролями з групою.
Перед вступом до AC/DC Янг грав у місцевій групі Kantuckee. За словами самого Янга, він працював друкарем в одному щотижневому журналі, редакція якого постійно переїжджала з місця на місце.

## Створення AC/DC
Ангус і Малькольм Янги зібрали AC/DC у 1973 році. Перший склад гурту включав:
- Ангуса Янга на соло-гітарі,
- Малькольма Янга на ритм-гітарі,
- Коліна Берджесса на ударних,
- Ларрі Ван Крідта на бас-гітарі,
- Дейва Еванса біля мікрофона.

Погравши у складі гурту деякий час, Ангус виробив свій фірмовий образ школяра. Ходять чутки, що він просто не встигав переодягнутися між заняттями в школі і репетиціями з групою і просто приходив на репетиції у формі, але якщо це й відбувалося, то набагато раніше, оскільки на 1973 рік Ангус уже давно покинув шкільні стіни. Насправді Ангус ненавидів школу, і коли він пішов звідти і вступив до AC/DC, Малькольм попросив кожного учасника групи придумати свій образ, а сестра Ангуса, Маргарет, запропонувала йому носити шкільну форму. Це була епоха глем-року, коли костюми були невід'ємною деталлю рок-виступів.
Однак перш, ніж затвердити образ «школяра», Ангус змінив низку образів, таких як Людина-Павук, Зорро, горила і пародія на Супермена, названа «Супер-Анг». Однак ці образи не прижилися, на відміну від іміджу «школяра». До речі, щоб відповідати цьому образу, пресі і шанувальникам повідомлялося, що Янг народився у 1959, а не в 1955 році.

## Недавні події
Попри те, що Ангус намагається приховувати своє особисте життя від ЗМІ, відомо що зараз він живе в Сіднеї (Австралія), і володіє будинком у Алтені Нідерланди (а оскільки у нього є будинок в Нідерландах, він також значиться в офіційному списку «500 найбагатших людей Нідерландів»). Ще відомо, що 1980 року, незадовго до смерті Бона Скотта, він одружився з дівчиною на ім'я Еллен (нар. 1957).
24 серпня 2006 року Ангус Янг отримав премію Легенди журналу Kerrang! від його головного редактора, Пола Бреннігана, який назвав AC/DC «одним із  найважливіших і значущих рок-гуртів у історії».
У 2009 році Ангус увійшов до списку найвизначніших гітаристів усіх часів, складеного британським журналом Classic Rock.

## Обладнання

### Гітари
Ангус використовував Gibson SG у різних модифікаціях (його перша і основна на сьогоднішній день — Gibson SG 1968). Його рідко бачили з іншого гітарою. Проте у нього також є телекастери, Гібсони Firebird і ES335. Коли 2003 року AC/DC грали з Роллінг Стоунз джем-версію «Rock me, baby», він грав на Gibson ES-335, це був чи не єдиний раз, коли він виступав не з Gibson SG.

### Підсилювачі
Янг переважно використовував підсилювачі Маршалл (JTM45, JTM50, JMP50 і Superlead) та деякі підсилювачі Wizard. Його основний підсилювач — JTM45, який він використовує і на концертах, і в студії.

## Вплив
Енергійний стиль гри Ангуса Янга вплинув на багатьох молодих гітаристів. Його робота з AC/DC відбилася на творчості широкого діапазону груп, від Guns N' Roses та Def Leppard до молодих виконавців на кшталт Jet та You Am I. Сам Янг стверджує, що на його творчість вплинули Чак Беррі, Мадді Вотерс та інші виконавці блюзу й рок-н-ролу.

## Витівки на сцені
Ангус Янг широко відомий своїми дикими витівками на сцені. Він розважає публіку, інтенсивно стрибаючи і бігаючи туди-сюди по сцені, не припиняючи грати на гітарі. Поки Бон Скотт був ще живий і співав у AC/DC, Ангус часто забирався до нього на плечі під час концертів, і вони разом пробиралися через публіку, у той час як з рюкзака на спині Ангуса валив дим, а сам він грав тривале соло на гітарі, зазвичай під час пісні «Rocker».
Пізніше Ангус виконує власну версію «качиної ходи», яку спочатку придумав його кумир Чак Беррі, і «спазм», під час якого він падає на підлогу, смикаючи ногами, трясучись, обертаючись колами, і при цьому продовжуючи грати на гітарі. Янг придумав «спазм», коли грав концерт у маленькому клубі в Австралії, коли він випадково спіткнувся об дріт, поки грав соло. Він обіграв це як напад, «спазм», щоб глядачі подумали, що це частина шоу. З тих пір «спазм» став його коронним трюком.
Варто згадати також легендарну шотландську дражнилку у виконанні Ангуса: на кожному концерті він показує публіці зад.

## Цікаві факти
- Журнал «Максим» присвоїв Ангусу Янгу (зростом 158 сантиметрів) перше місце у їхньому списку «25 найвизначніших коротунів у історії», обійшовши таких відомих «коротунів», як Наполеон Бонапарт, Джон Стюарт, Мартін Скорсезе та Йода.[джерело?]
- На альбомі 1994 року «Dookie» групи Green Day можна знайти карикатуру на Ангуса. Його зображення розташоване на обкладинці праворуч. Ангус стоїть на даху будівлі, у тій самій позі, що й на обкладинці альбому AC/DC «Let There Be Rock»[9].
- Головні герої мультфільму «Бівис і Батхед» одягнені в шорти, як і Ангус Янг, хода героїв схожа на ходу Ангуса Янга. Існує думка, що ноги головних героїв змальовано саме з Янга, до того ж один із героїв мультфільму (а саме Баттхед) носить футболку AC/DC.